# Norwalk, Kalifornija
Norwalk je grad u američkoj saveznoj državi Kaliforniji. Upravno pripada okrugu Los Angeles.

## Zemljopis
Norwalk se nalazi u okrugu Los Angeles, 27 km jugoistočno od grada Los Angelesa i 14. je po veličini grad u okrugu prema broju stanovnika. Prostire se na 24,2 km², gotovo cjelokupno je kopneno područje, dok vodena površina iznosi 0,1 km², što je 0,51%.
Norwalk ima ugodnu mediteransku klimu; najtopliji mjesec je kolovoz, najhladniji siječanj, dok najviše oborina padne u veljači.
Susjedni gradovi su Downey na sjeverozapadu, Bellflower na jugozapadu, Cerritos i Artesia na jugu te Santa Fe Springs na sjeveroistoku.

## Povijest
Područje poznato kao "Norwalk" prvi su naseljavali Indijanci Šošoni. Oni su živjeli uglavnom od branja raznoga voća i lova.
Naselje je osnovano 1800-ih, a status grada ima od 1957. godine. Prije 1950-ih, Norwalk je nastanjivala velika zajednica Nizozemaca, prije svega zbog povezanosti s velikim brojem mljekara u okolici. Zbog priljeva imigracije prvenstveno iz Meksika, povećan je broj Latinoamerikanaca. Tijekom 1990-ih u grad se doseljava azijsko stanovništvo.

## Stanovništvo
Prema popisu stanovništva iz 2000. godine grad je imao 103.298 stanovnika, 26.887 domaćinstava i 22.531 obitelji. Prosječna gustoća naseljenosti je 4120 stan./km².
Prema rasnoj podjeli u gradu živi najviše bijelaca, 44,82%, Afroamerikanaca ima 4,62%, Azijata 11,54%, Indijanaca 1,16%, stanovnika podrijetlom s Pacifika 0,39%, ostalih rasa 32,75%, a izjašnjenih kao dvije ili više rasa 4,71%. Od ukupnoga broja stanovnika njih 62,89% su Latinoamerikanci ili Hispanoamerikanci.

## Vanjske poveznice
- Službene stranice grada (engl.)